# Andre De Grasse
Andre De Grasse (ur. 10 listopada 1994 w Scarborough) – kanadyjski lekkoatleta, sprinter.

## Kariera sportowa
W 2013 startował na mistrzostwach panamerykańskich juniorów, podczas których zdobył srebro w biegu na 100 metrów oraz brąz na dwa razy dłuższym dystansie. Uczestnik igrzysk Wspólnoty Narodów w Glasgow (2014). Podwójny złoty medalista igrzysk panamerykańskich w Toronto (2015). W 2015 roku zdobył również brązowe medale (indywidualnie i w sztafecie) podczas mistrzostw świata w Pekinie. Złoty medalista IAAF World Relays (2017). Srebrny (w biegu na 200 metrów) oraz brązowy (w biegu na 100 metrów) medalista mistrzostw świata w Dosze (2019). W 2021 zdobył trzy medale w czasie igrzysk olimpijskich w Tokio – złoty w biegu na 200 metrów, srebrny w sztafecie 4 × 100 metrów i brązowy medal w biegu na 100 m. Rok później w trakcie mistrzostw świata w Eugene wystartował w trzech konkurencjach, zdobywając złoty medal w biegu rozstawnym 4 × 100 metrów. W 2024 na igrzyskach olimpijskich w Paryżu zdobył siódmy medal w karierze, tym razem złoty w sztafecie 4 × 100 metrów.
Złoty medalista mistrzostw Kanady. Stawał na podium mistrzostw NCAA.

## Osiągnięcia
| Rok  | Impreza                              | Miejsce        | Konkurencja        | Lokata     | Wynik   |
| ---- | ------------------------------------ | -------------- | ------------------ | ---------- | ------- |
| 2013 | Mistrzostwa panamerykańskie juniorów | Medellín       | bieg na 100 m      | 2. miejsce | 10,36   |
| 2013 | Mistrzostwa panamerykańskie juniorów | Medellín       | bieg na 200 m      | 3. miejsce | 20,74   |
| 2014 | Igrzyska Wspólnoty Narodów           | Glasgow        | bieg na 200 m      | półfinał   | 20,73   |
| 2014 | Igrzyska Wspólnoty Narodów           | Glasgow        | sztafeta 4 × 400 m | –          | DNF     |
| 2015 | Igrzyska panamerykańskie             | Toronto        | bieg na 100 m      | 1. miejsce | 10,05   |
| 2015 | Igrzyska panamerykańskie             | Toronto        | bieg na 200 m      | 1. miejsce | 19,88   |
| 2015 | Mistrzostwa świata                   | Pekin          | bieg na 100 m      | 3. miejsce | 9,92    |
| 2015 | Mistrzostwa świata                   | Pekin          | sztafeta 4 × 100 m | 3. miejsce | 38,13   |
| 2016 | Igrzyska olimpijskie                 | Rio de Janeiro | bieg na 100 m      | 3. miejsce | 9,91    |
| 2016 | Igrzyska olimpijskie                 | Rio de Janeiro | bieg na 200 m      | 2. miejsce | 20,02   |
| 2016 | Igrzyska olimpijskie                 | Rio de Janeiro | sztafeta 4 × 100 m | 3. miejsce | 37,64   |
| 2017 | IAAF World Relays                    | Nassau         | sztafeta 4 × 100 m | –          | DNF     |
| 2017 | IAAF World Relays                    | Nassau         | sztafeta 4 × 200 m | 1. miejsce | 1:19,42 |
| 2019 | Mistrzostwa świata                   | Doha           | bieg na 100 m      | 3. miejsce | 9,90    |
| 2019 | Mistrzostwa świata                   | Doha           | bieg na 200 m      | 2. miejsce | 19,95   |
| 2019 | Mistrzostwa świata                   | Doha           | sztafeta 4 × 100 m | eliminacje | 37,91   |
| 2021 | Igrzyska olimpijskie                 | Tokio          | bieg na 100 m      | 3. miejsce | 9,89    |
| 2021 | Igrzyska olimpijskie                 | Tokio          | bieg na 200 m      | 1. miejsce | 19,62   |
| 2021 | Igrzyska olimpijskie                 | Tokio          | sztafeta 4 × 100 m | 2. miejsce | 37,70   |
| 2022 | Mistrzostwa świata                   | Eugene         | bieg na 100 m      | półfinał   | 10,21   |
| 2022 | Mistrzostwa świata                   | Eugene         | bieg na 200 m      | eliminacje | DNS     |
| 2022 | Mistrzostwa świata                   | Eugene         | sztafeta 4 × 100 m | 1. miejsce | 37,48   |
| 2023 | Mistrzostwa świata                   | Budapeszt      | bieg na 200 m      | 6. miejsce | 20,14   |
| 2024 | World Athletics Relays               | Nassau         | sztafeta 4 × 100 m | 2. miejsce | 37,89   |
| 2024 | Igrzyska olimpijskie                 | Paryż          | bieg na 100 m      | półfinał   | 9,98    |
| 2024 | Igrzyska olimpijskie                 | Paryż          | bieg na 200 m      | półfinał   | 20,41   |
| 2024 | Igrzyska olimpijskie                 | Paryż          | sztafeta 4 × 100 m | 1. miejsce | 37,50   |
| 2025 | World Athletics Relays               | Kanton         | sztafeta 4 × 100 m | 3. miejsce | 38,11   |

## Rekordy życiowe
| Konkurencja               | Data            | Miejsce      | Czas [s]              | Wiatr    |
| ------------------------- | --------------- | ------------ | --------------------- | -------- |
| Bieg na 100 metrów        | 1 sierpnia 2021 | Tokio        | 9,89                  | +0,1 m/s |
| Bieg na 100 metrów        | 9 września 2021 | Zurych       | 9,89                  | -0,4 m/s |
| Bieg na 200 metrów        | 4 sierpnia 2021 | Tokio        | 19,62 (rekord Kanady) | -0,5 m/s |
| Bieg na 55 metrów (hala)  | 2 marca 2013    | Lubbock      | 6,21                  |          |
| Bieg na 60 metrów (hala)  | 7 lutego 2015   | Lincoln      | 6,60                  |          |
| Bieg na 200 metrów (hala) | 14 marca 2015   | Fayetteville | 20,26 (rekord Kanady) |          |

- Bieg na 100 metrów – 9,69 (silny wiatr) (2017)
- Bieg na 200 metrów – 19,58 (silny wiatr) (2015)

## Życie prywatne
Jego partnerką życiową jest amerykańska lekkoatletka Nia Ali, z którą ma córkę.